# Stein (пивоварня)
Пивоварня «Stein» (словац. Pivovar Stein a.s.) — словацкое пивоваренное предприятие, расположенное в столице страны Братиславе.
Названо в честь основателя — Александра Стейна.

## История
Пивоварня Stein была основана в 1873 и изначально она стала одним из крупнейших производителей пива на словацких землях. С тех пор производство останавливалось лишь однажды — во время Второй мировой войны. Пиво пивоварни быстро нашло поклонников не только в Братиславе, но и в других частях Австро-Венгерской империи. Предприятие также участвовало в международных пивных выставках в других европейских странах.
В 1948 предприятие было национализировано правительством ЧССР и оно получило статус братиславского отделения государственного пивоваренного концерна «Западнословацкой пивоварни» (словац. Západoslovenské pivovary, n.p.).
В 1989 предприятие вернуло своё историческое название, а в 1995 состоялась его приватизация с созданием акционерного общества, владельцами которого стали работники пивоварни.

## Продукция
Сейчас пивоварней Stein осуществляется производство четырех сортов пива. По данным производителя, пиво изготавливается по классической технологии брожением в два этапа, совокупная длительность которых составляет 40-45 суток.
- Stein 10 % Vyčapne — светлое пиво. Плотность 10 %; крепость 4,1 %.
- Stein 12 % Leziak — светлое пиво. Плотность 12 %; крепость 5,0 %.
- Stein Konzumné — светлое пиво. Плотность 8 %; крепость 3,0 %.
- Grošák Horden — светлое пиво. Плотность 10 %; крепость 3,0 %.

Все сорта пива разливаются в бутылки и, кроме Stein Konzumné, в кеги емкостью 50 литров.
Помимо производства пива пивоварня также занимается розливом безалкогольных напитков Steinkola и Kofola, а также дистрибуцией на внутреннем рынке продукции нескольких чешских производителей пива.